# Moe Herscovitch
Moe 'Montgomery' Hart Herscovitch (Montreal, Quebec, 27 d'octubre de 1897 - ibíd., 21 de juliol de 1969) va ser un jugador de rugbi i boxejador quebequès que va competir a cavall de la Primera Guerra Mundial.
Herscovitch s'inicià en la pràctica del futbol i entre 1913 i 1915 jugà al Montreal Football Club. Amb l'esclat de la Primera Guerra Mundial va unir-se a la Royal Canadian Army i començà a practicar la boxa. En finalitzar la guerra tornà a jugar a futbol en el Montreal AAA Winged Wheelers, hereu del desaparegut Montreal FC.
El 1920 va prendre part en els Jocs Olímpics d'Anvers, on guanyà la medalla de bronze de la categoria del pes mitjà, del programa de boxa.
Entre 1921 i 1924 lluità com a professional, amb un balanç de 9 victòries, 14 derrotes i 1 nul. En deixar la boxa professional passà a exercir d'entrenador, alhora que continuà jugant a futbol. Finalment acabà assumint funcions administratives i fou president de la Quebec Rugby Football Union durant els anys quaranta.